# Rabbi Matondo
Rabbi Matondo, född 9 september 2000 i Liverpool, är en walesisk fotbollsspelare som spelar för Rangers. Han representerar även det walesiska landslaget.

## Karriär
Den 7 januari 2021 lånades Matondo ut av Schalke 04 till Stoke City på ett låneavtal över resten av säsongen 2020/2021. Den 9 augusti 2021 lånades han ut till belgiska Cercle Brugge på ett säsongslån.
Den 12 juli 2022 värvades Matondo av Rangers, där han skrev på ett fyraårskontrakt.